# Mattia Cola
Mattia Cola (ur. 3 maja 1984) – włoski biathlonista, reprezentant kraju w zawodach Pucharu Świata.
Cola czterokrotnie startował na Mistrzostwach Europy Juniorów. Jego najlepszą pozycją było siódme miejsce w sztafecie w 2002 w Ridnaun. W Pucharze Świata zainaugurował w 2005 plasując się na 103 miejscu. Dotychczas tylko raz punktował, zajmując 28. miejsce w sprincie w Pokljuce.
W 2010 na Zimowych igrzyskach wojskowych w Dolinie Aosty zdobył złoty medal w biatlonie (sprint drużynowo 10 km).

## Osiągnięcia

### Zimowe Igrzyska Olimpijskie
| 2010 Vancouver/Whistler (Kanada) | 60. miejsce (SP), 55. miejsce (PU), 12. miejsce (RL) |

### Mistrzostwa Świata
| 2008 Östersund (Szwecja) | 78. miejsce (IN), 11. miejsce (RL) |

### Puchar Świata

#### Miejsca w klasyfikacji generalnej
| Sezon     | Miejsce |
| --------- | ------- |
| 2007/2008 | 90.     |
| 2008/2009 | 91.     |
| 2009/2010 | 91.     |